# El genet pàl·lid
El genet pàl·lid (títol original en anglès: Pale Rider) és una pel·lícula estatunidenca dirigida per Clint Eastwood i estrenada l'any 1985.

## Argument
Un grup de colons cercadors d'or s'estableix en un lloc de Califòrnia, però pateixen l'assetjament dels homes de Lahood, el propietari de la resta de les explotacions mineres. Un dia al poblat arriba un misteriós i fred predicador que es posa de part dels colons, i comença a enfrontar-se al temut cacic local.

## Repartiment
- Clint Eastwood: el pastor
- Michael Moriarty: Hull Barret
- Carrie Snodgress: Sarah Wheeler
- Chris Penn: Josh LaHood
- Richard A. Dysart: Coy LaHood
- Sydney Penny: Megan Wheeler
- Richard Kiel: Club
- John Russell: Marshal Stockburn
- Charles Hallahan: MacGill
- Billy Drago: adjunt de Stockburn

## Premis i nominacions
Nominacions
- 1985: Palma d'Or per Clint Eastwood